# Liste der Schweizer Leichtathletikrekorde
Diese Seite bietet einen Überblick über die Schweizer Leichtathletik-Landesrekorde.

## Männer (Freiluft-Disziplinen)
Letzte Veränderung: 6. Juni 2025
| Disziplin                | Leistung     | Name | Ort                   | Datum      |
| ------------------------ | ------------ | --- | --------------------- | ---------- |
| 60-Meter-Lauf            | 6,58 s       | Pascal Mancini | St. Gallen            | 18.02.2023 |
| 100-Meter-Lauf           | 10,08 s      | Alex Wilson | La Chaux-de-Fonds     | 30.06.2019 |
| 200-Meter-Lauf           | 19,98 s      | Alex Wilson | La Chaux-de-Fonds     | 30.06.2019 |
| 400-Meter-Lauf           | 44,99 s      | Mathias Rusterholz | Lausanne              | 03.07.1996 |
| 800-Meter-Lauf           | 1:42,55 min  | André Bucher | Zürich                | 17.08.2001 |
| 1000-Meter-Lauf          | 2:15,63 min  | André Bucher | Langenthal            | 24.05.2001 |
| 1500-Meter-Lauf          | 3:31,75 min  | Pierre Délèze | Zürich                | 21.08.1985 |
| Meile                    | 3:50,36 min  | Pierre Délèze | Koblenz               | 25.08.1982 |
| 2000-Meter-Lauf          | 4:54,46 min  | Pierre Délèze | Lausanne              | 15.09.1987 |
| 3000-Meter-Lauf          | 7:27,68 min  | Dominic Lobalu | London                | 20.07.2024 |
| 5000-Meter-Lauf          | 12:50,90 min | Dominic Lobalu | Oslo                  | 30.05.2024 |
| 10.000-Meter-Lauf        | 27:17,29 min | Julien Wanders | Hengelo               | 17.07.2019 |
| Stundenlauf              | 20.264 m     | Stéphane Schweickhardt | Martigny              | 15.04.1998 |
| 20.000-Meter-Lauf*       | 59:14,02 min | Stéphane Schweickhardt | Martigny              | 15.04.1998 |
| 25.000-Meter-Lauf*       | 1:18:54,8 h  | Stéphane Schweickhardt | Sion                  | 07.09.1988 |
| 30.000-Meter-Lauf*       | 1:35:40,8 h  | Albrecht Moser | Genf                  | 24.04.1976 |
| 10-km-Strassenlauf       | 27:13 min    | Julien Wanders | Valencia              | 12.01.2020 |
| 15-km-Strassenlauf       | 41:56 min    | Julien Wanders | Ra’s al-Chaima        | 08.02.2019 |
| 20-km-Strassenlauf       | 56:03 min    | Julien Wanders | Ra’s al-Chaima        | 08.02.2019 |
| Halbmarathon             | 59:13 min    | Julien Wanders | Ra’s al-Chaima        | 08.02.2019 |
| 25-km-Strassenlauf       | 1:14:32 h    | Tadesse Abraham | Seoul                 | 20.03.2016 |
| 30-km-Strassenlauf       | 1:29:33 h    | Tadesse Abraham | Seoul                 | 20.03.2016 |
| Marathonlauf             | 2:04:40 h    | Tadesse Abraham | Valencia              | 01.12.2024 |
| 100-km-Strassenlauf      | 6:27:24 h    | Peter Rupp | Genf                  | 03.11.1985 |
| 110-Meter-Hürdenlauf     | 13,07 s      | Jason Joseph | Basel                 | 10.09.2023 |
| 400-Meter-Hürdenlauf     | 48,13 s      | Marcel Schelbert | Sevilla               | 28.08.1999 |
| 3000-Meter-Hindernislauf | 8:22:24 min  | Christian Belz | Hengelo               | 04.06.2001 |
| Hochsprung               | 2,33 m       | Loïc Gasch | Lausanne              | 08.05.2021 |
| Stabhochsprung           | 5,82 m       | Valentin Imsand | Sitten                | 31.05.2025 |
| Weitsprung               | 8,45 m       | Simon Ehammer | Götzis                | 28.05.2022 |
| Dreisprung               | 17,13 m      | Alexander Martínez | Göteborg              | 10.08.2006 |
| Dreisprung               | 17,13 m      | Alexander Martínez | La Chaux-de-Fonds     | 12.08.2007 |
| Kugelstossen             | 22,75 m      | Werner Günthör | Bern                  | 23.08.1988 |
| Diskuswurf               | 64,04 m      | Christian Erb | Norden                | 18.08.1988 |
| Hammerwurf               | 80,51 m      | Patric Suter | Löffingen             | 17.09.2003 |
| Speerwurf                | 82,07 m      | Stefan Müller | Bern                  | 16.09.2006 |
| Speerwurf* (alter Speer) | 82,75 m      | Urs von Wartburg | Olten                 | 15.08.1965 |
| Zehnkampf                | 8575 Punkte  | Simon Ehammer | Götzis                | 01.06.2025 |
| Zehnkampf* (alter Speer) | 8334 Punkte  | Stephan Niklaus | Lausanne              | 03.07.1983 |
| 4-mal-100-Meter-Staffel  | 38,54 s      | Nationalmannschaft - Pascal Mancini - Suganthan Somasundaram - Reto Amaru Schenkel - Alex Wilson                                                                                             | Zürich                | 16.08.2014 |
| 10-mal-100-Meter-Staffel | 106,1 s      | Stadtturnverein Bern (STB) - Robert Saner - Fredy Monbaron - Kurth Roth - Kurd Frieden - Hanspeter Beyeler - Werner Schaufelberger - Pi Wenger - Toni Beyeler - Walter Rohner - Oswald Saxer | Bern                  | 30.07.1960 |
| 4-mal-400-Meter-Staffel  | 3:02,46 min  | Nationalmannschaft - Laurent Clerc - Mathias Rusterholz - Alain Rohr - Marcel Schelbert | Sevilla               | 28.08.1999 |
| 20-km-Gehen (Strasse)    | 1:25:20 h    | Alejandro Francisco Florez | Poděbrady             | 13.04.2013 |
| 50-km-Gehen (Strasse)    | 3:59:20 h    | Pascal Charrière | Freiburg im Üechtland | 14.04.1996 |
| 20.000 m Gehen           | 1:26:11,5 h  | Aldo Bertoldi | Yverdon-les-Bains     | 20.07.1991 |
| 30.000 m Gehen           | 2:17:24,9 h  | Pascal Charrière | Chailly-sur-Montreux  | 04.10.1998 |
| 50.000 m Gehen           | 3:59:45,8 h  | Pascal Charrière | Lausanne              | 21.09.1997 |

* eingefrorene Rekorde

## Frauen (Freiluft-Disziplinen)
Letzte Veränderung: 12. Juli 2024
| Disziplin                                   | Leistung                                                              | Name                                                                                      | Ort                  | Datum                            |
| ------------------------------------------- | --------------------------------------------------------------------- | ----------------------------------------------------------------------------------------- | -------------------- | -------------------------------- |
| 60-Meter-Lauf                               | 6,96 s                                                                | Mujinga Kambundji                                                                         | Belgrad              | 18.03.2022                       |
| 100-Meter-Lauf                              | 10,89 s                                                               | Mujinga Kambundji                                                                         | Zürich               | 24.06.2022                       |
| 200-Meter-Lauf                              | 22,05 s                                                               | Mujinga Kambundji                                                                         | Eugene               | 19.07.2022                       |
| 400-Meter-Lauf                              | 50,52 s                                                               | Léa Sprunger                                                                              | La Chaux-de-Fonds    | 01.07.2018                       |
| 800-Meter-Lauf                              | 1:57,76 min                                                           | Audrey Werro                                                                              | Bellinzona           | 09.09.2024                       |
| 1000-Meter-Lauf                             | 2:31,51 min                                                           | Sandra Gasser                                                                             | Jerez de la Frontera | 13.09.1989                       |
| 1500-Meter-Lauf                             | 3:58,20 min                                                           | Anita Weyermann                                                                           | Monaco               | 08.08.1998                       |
| Meile                                       | 4:23,92 min                                                           | Anita Weyermann                                                                           | Bellinzona           | 01.07.1998                       |
| 2000-Meter-Lauf                             | 5:35,59 min                                                           | Cornelia Bürki                                                                            | London               | 11.07.1986                       |
| 3000-Meter-Lauf                             | 8:35,83 min                                                           | Anita Weyermann                                                                           | Rom                  | 07.07.1999                       |
| 5000-Meter-Lauf                             | 14:59,28 min                                                          | Anita Weyermann                                                                           | Rom                  | 05.06.1996                       |
| 10.000-Meter-Lauf                           | 31:35,96 min                                                          | Daria Nauer                                                                               | Helsinki             | 13.08.1994                       |
| 10-km-Strassenlauf                          | 32:01 min                                                             | Fabienne Schlumpf                                                                         | Berlin               | 14.10.2018                       |
| 15-km-Strassenlauf (nicht mehr nachgeführt) | 50:33 min 50:21 min 49:50 min                                         | Isabella Moretti Maja Neuenschwander Fabienne Schlumpf                                    | Nieuwegein Den Haag  | 17.04.1994 08.03.2015 12.03.2017 |
| 20-km-Strassenlauf (nicht mehr nachgeführt) | 1:07:37 h 1:07:22 h 1:06:40 h                                         | Chantal Dällenbach Maja Neuenschwander Fabienne Schlumpf                                  | Paris Den Haag       | 13.10.2002 08.03.2015 12.03.2017 |
| Halbmarathon                                | 1:08:27 h                                                             | Fabienne Schlumpf                                                                         | Dresden              | 21.03.2021                       |
| 25-km-Strassenlauf (nicht mehr nachgeführt) | 1:27:11 h 1:26:51 h                                                   | Martine Bouchonneau-Oppliger Maja Neuenschwander                                          | Schaan Tokio         | 02.04.1989 28.2.2016             |
| Marathon                                    | 2:24:30 h                                                             | Fabienne Schlumpf                                                                         | Valencia             | 03.12.2023                       |
| 100-km-Strassenlauf                         | 7:51:34 h                                                             | Sonja Knöpfli                                                                             | Biel                 | 10.06.2006                       |
| 100-Meter-Hürdenlauf                        | 12,40 s                                                               | Ditaji Kambundji                                                                          | Rom                  | 08.06.2024                       |
| 400-Meter-Hürdenlauf                        | 54,06 s                                                               | Léa Sprunger                                                                              | Doha                 | 04.10.2019                       |
| 3000-Meter-Hindernislauf                    | 9:20,28 min                                                           | Chiara Scherrer                                                                           | Paris                | 18.06.2022                       |
| 20 km Gehen                                 | 1:32:36 min                                                           | Marie Polli                                                                               | Lugano               | 08.03.2009                       |
| Hochsprung                                  | 1,97 m                                                                | Salome Lang                                                                               | Langenthal           | 27.06.2021                       |
| Stabhochsprung                              | 4,88 m                                                                | Angelica Moser                                                                            | Monaco               | 12.07.2024                       |
| Weitsprung                                  | 6,84 m                                                                | Irene Pusterla                                                                            | Chiasso              | 20.08.2011                       |
| Weitsprung                                  | 6,84 m                                                                | Annik Kälin                                                                               | Rom                  | 08.06.2024                       |
| Dreisprung                                  | 13,49 m                                                               | Fatim Affessi                                                                             | La Chaux-de-Fonds    | 01.07.2018                       |
| Kugelstossen                                | 18,02 m                                                               | Ursula Stäheli                                                                            | Zug                  | 14.08.1988                       |
| Diskuswurf                                  | 60,60 m                                                               | Rita Pfister                                                                              | Dortmund             | 06.06.1976                       |
| Hammerwurf                                  | 67,42 m                                                               | Nicole Zihlmann                                                                           | Luzern               | 09.07.2018                       |
| Speerwurf                                   | 58,31 m                                                               | Géraldine Ruckstuhl                                                                       | Götzis               | 28.05.2017                       |
| Siebenkampf                                 | 6515 Punkte                                                           | Annik Kälin                                                                               | München              | 18.08.2022                       |
| Siebenkampf                                 | 13,23 s – 1,74 m – 13,56 m – 24,14 s – 6,73 m – 46,72 m – 2:13,73 min |                                                                                           |                      |                                  |
| 4-mal-100-Meter-Staffel                     | 42,05 s                                                               | Nationalmannschaft - Riccarda Dietsche - Ajla Del Ponte - Mujinga Kambundji - Salomé Kora | Tokio                | 05.08.2021                       |
| 4-mal-400-Meter-Staffel                     | 3:25,90 min                                                           | Nationalmannschaft - Léa Sprunger - Silke Lemmens - Rachel Pellaud - Yasmin Giger         | Tokio                | 05.08.2021                       |